# Бредбері-білдінг
Бредбері-білдінг (англ. Bradbury Building) — офісна будівля в Лос-Анджелесі, пам'ятка архітектури.

## Історія
Будівля була побудована на замовлення бізнесмена Льюїса Бредбері архітектором Джорджем Вайменом. Початковий кошторис становив 175 000 доларів, у результаті будівництво обійшлося в 500 000. Незадовго до відкриття, яке відбулося в 1893 році, Бредбері помер.
5 травня 1977 року Бредбері-білдінгу було надано статус Національної історичної пам'ятки.
Наразі у будівлі розташовується відділ внутрішніх розслідувань поліцейського департаменту Лос-Анджелеса та кілька інших офіційних установ, деякі офіси здані в оренду комерційним підприємствам.
У Бредбері-білдінгу проходили зйомки фільмів «Подвійна страховка» (1944), «Мертвий після прибуття» (1950), «Той, що біжить по лезу» (1982), «Вовк» (1994), «Смертельна зброя 4» (1998), «500 днів літа» (2009), кількох телесеріалів.

## Галерея

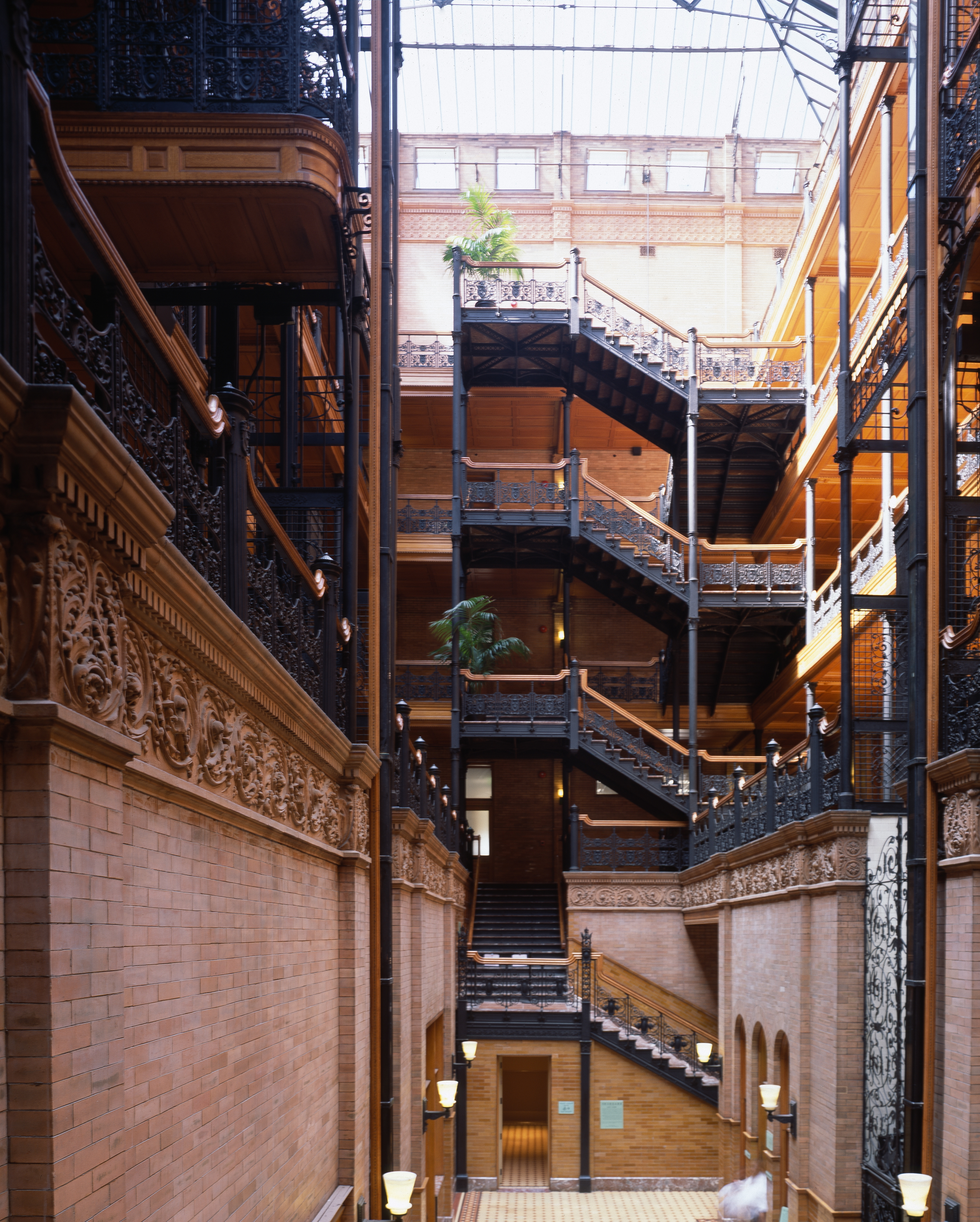
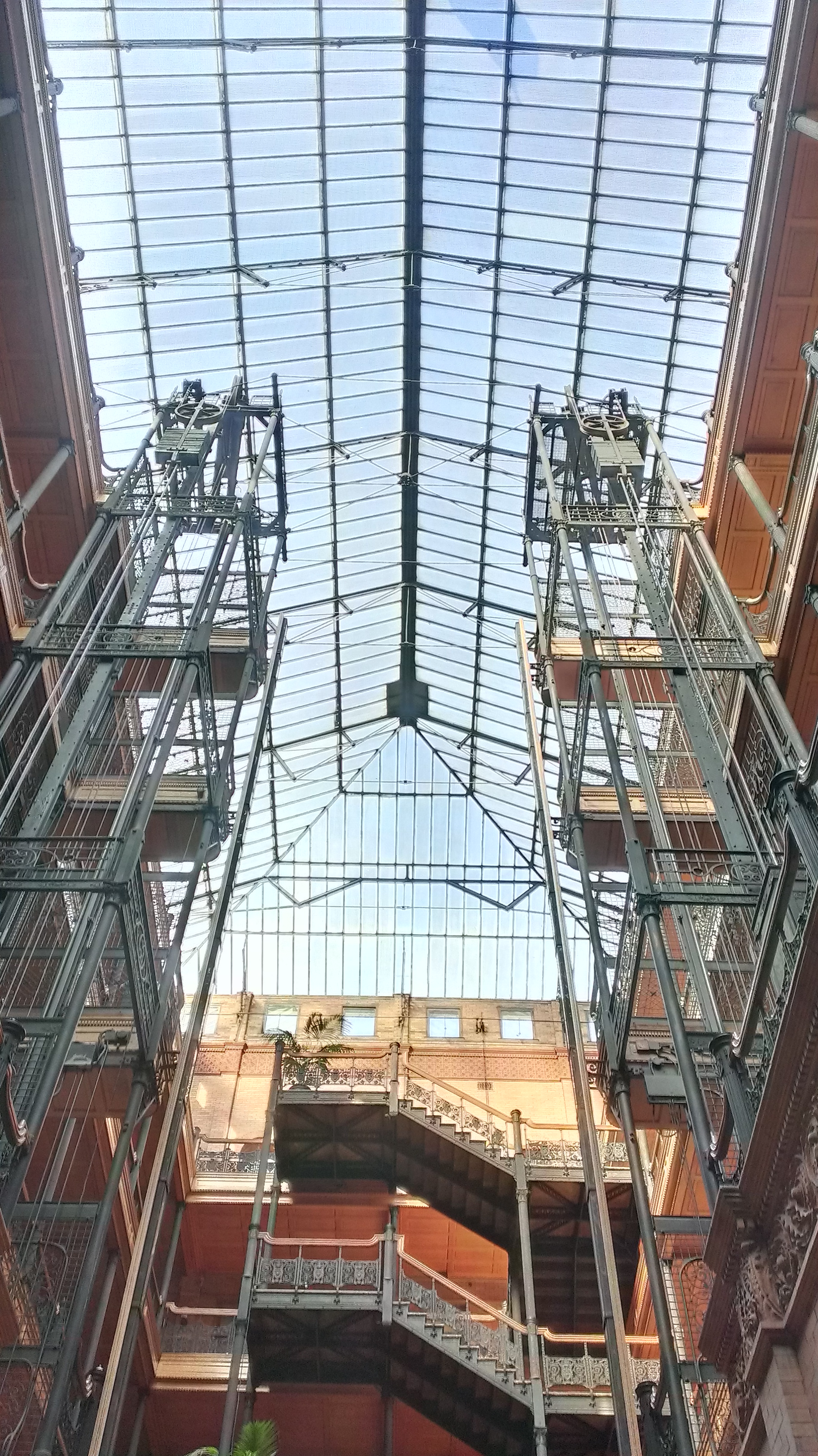
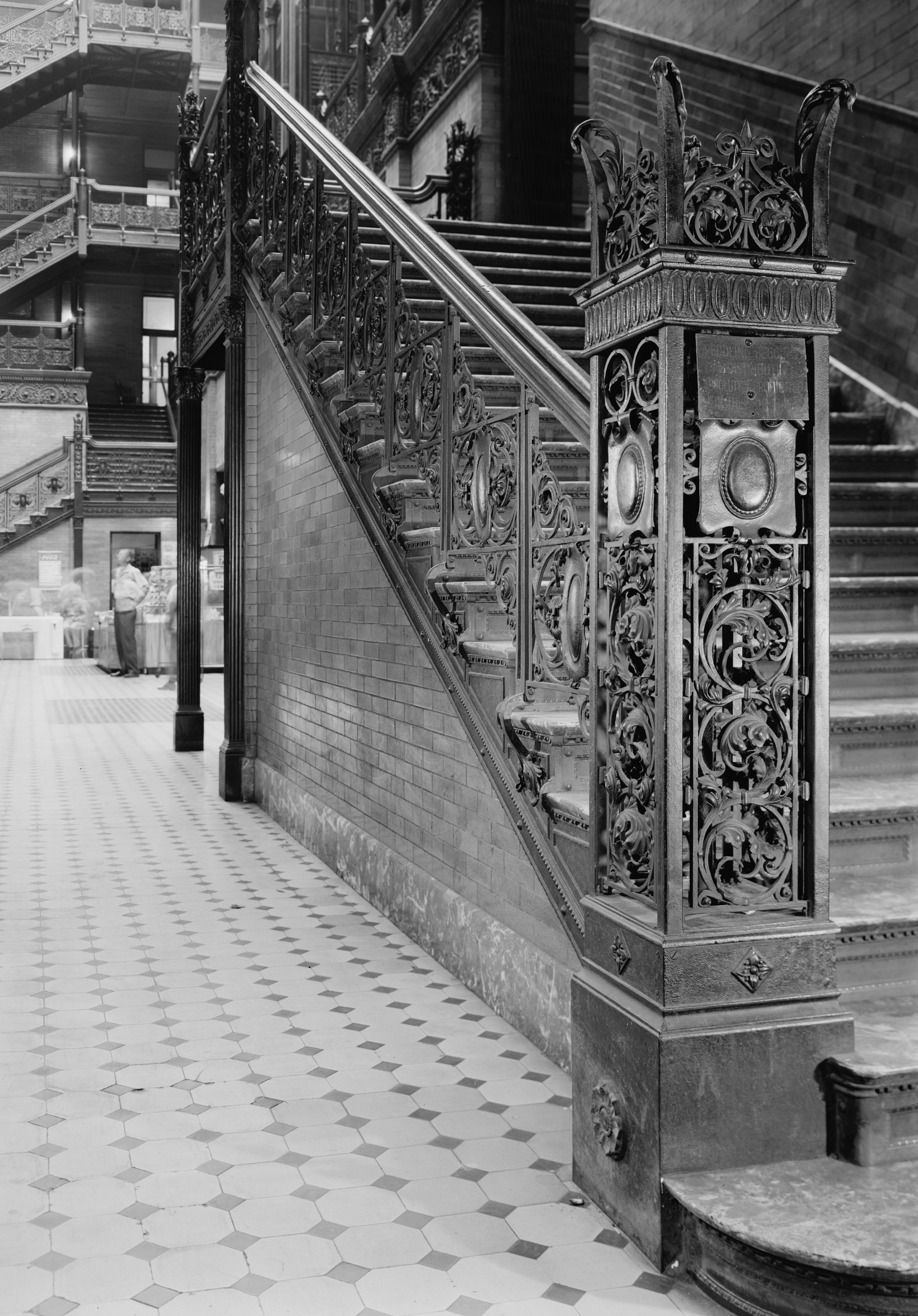